# 임종인 (암호학자)
임종인(林鍾仁)은 대한민국의 대표적인 사이버안보분야 기술,정책,디지털포렌식, 암호학자이다. 2024년 1월부터. 초대 . 대통령 사이버특보로 재직하고 있다. 1986년부터 2022년 2월 까지 고려대학교 정보보호대학원, 수학과 교수를 역임하였고 2022년2월 정년퇴임후 2022.3월부터 정보보호대학원 명예교수겸 김앤장 고문으로 재직하고있다. 2015년청와대 안보특보를 지내기도 했고. 2000년 고려대학교. 정보보호대학원, 2011년 사이버국방학과를 창설하였다. 1990년정보보호학회와 2005년 디지털포렌식학회 발기멤버이고 양 학회의 회장을 역임하였다. 대검 디지털수사 자문위원장, 개인정보보호위원회 위원,전자정부위원회위원을 역임하였고 2012년 제 1회 정보보호의날 홍조근정훈장을 수훈하였다. 저명한 가족은 동생 임종헌이 있다. 